# Jacques Desroches-Valnay
Jacques Desroches dit Valnay, né vers 1848 à Moscou et mort le 30 janvier 1887 à Boulogne-sur-Seine, est un peintre et dessinateur français.

## Biographie
Jacques Isidore Chrysosthome Des Roches dit Valnay est le fils de Jacques Ernest Des Roches dit Valnay, acteur de théâtre et d'Antoinette Émilie Baron.
Élève de Horace Lecoq de Boisbaudran, il expose au Salon entre 1866 et 1879.
Il épouse Marie Adélaïde Dauvergne. Il dessine pour différents journaux tel Le Monde illustré.
Il meurt à son domicile boulonnais, à l'âge de 39 ans.